# Roman Rogoziński
Roman Rogoziński (ur. 22 lutego 1893 w Podwołczyskach, pow. skałacki, zm. wiosną 1940 w Kijowie) – kapitan artylerii Wojska Polskiego, kawaler Orderu Virtuti Militari, ofiara zbrodni katyńskiej.

## Życiorys
Urodził się w rodzinie Jana i Marii z Mojscowiczów. Absolwent gimnazjum we Lwowie. Po wybuchu I wojny światowej wcielony do armii austriackiej. Po ukończeniu szkoły oficerów artylerii, wysłany na front włoski. Dowodził baterią artylerii górskiej. Ciężko ranny 30 lipca 1918, leczył się we Lwowie. Jego oddziałem macierzystym był pułk artylerii górskiej nr 11. W czasie służby w c. i k. armii awansował na kolejne stopnie w korpusie oficerów rezerwy artylerii polowej i górskiej: podporucznika (1 stycznia 1916) i porucznika (1 lutego 1918).
Od 1 listopada 1918 brał udział w walkach z Ukraińcami, dowodząc odcinkiem „Dyrekcja Kolei”. Awansował na porucznika. Po skończeniu walk o Lwów, skierowany do III batalionu 1 pułku strzelców lwowskich i wysłany na front. Na własną prośbę od czerwca 1919 w artylerii, w 5 pułku artylerii ciężkiej z Jarosławia. Walczył jako dowódca baterii na wojnie z bolszewikami. W 1921 pełnił służbę w Głównym Centrum Wyszkolenia w Rembertowie, a jego oddziałem macierzystym był 5 dywizjon artylerii ciężkiej. W 1922 ze względu na zły stan zdrowia został przeniesiony do rezerwy w stopniu kapitana. 8 stycznia 1924 został zatwierdzony w stopniu kapitana ze starszeństwem z dniem 1 czerwca 1919 i 487. lokatą w korpusie oficerów rezerwowych artylerii. Posiadał przydział w rezerwie do 5 pułku artylerii polowej we Lwowie.
Po zwolnieniu ze służby prowadził zakład usługowy. Działał w Związku Obrońców Lwowa i był członkiem Rady Miasta Lwowa.
W październiku 1939 aresztowany przez Sowietów, osadzony w Kołomyi, wywieziony do Lwowa. Został zamordowany wiosną 1940 przez NKWD. Figuruje na Ukraińskiej Liście Katyńskiej (lista dyspozycyjna 064/1, poz. 73). Został pochowany na Polskim Cmentarzu Wojennym w Kijowie-Bykowni.

## Ordery i odznaczenia
- Krzyż Srebrny Orderu Wojskowego Virtuti Militari nr 3193 – 10 sierpnia 1922[7][8][9]
- Krzyż Niepodległości – 9 listopada 1933 „za pracę w dziele odzyskania niepodległości”[10]
- Krzyż Walecznych[9]
- Signum Laudis Srebrny Medal Zasługi Wojskowej z mieczami na wstążce Krzyża Zasługi Wojskowej[11]
- Signum Laudis Brązowy Medal Zasługi Wojskowej z mieczami na wstążce Krzyża Zasługi Wojskowej[11]
- Krzyż Wojskowy Karola[11]